# Alejo Véliz
Alejo Véliz Lazo (Cochabamba, Bolivia; 9 de febrero de 1957) es un político y activista boliviano, campesino y agricultor del valle central del departamento de Cochabamba, exsecretario Ejecutivo de la Federación Sindical Única de Trabajadores Campesinos de Cochabamba (FSUTCC), ex Primer secretario general de la Confederación Sindical Única de Trabajadores Campesinos de Bolivia (CSUTCB).
Nació en el sindicato Caico de la zona Ichjiruta de la provincia de Cercado distante a una hora de la ciudad de Cochabamba, en dirección sudoeste. Kayku es una zona productora de alfalfa, maíz y productos lácteos. De profesión agricultor, también es licenciado en Ciencias de la Educación y Diplomado en Educación.

## Actividades políticas
- Se involucró en la llamada "Guerra del agua" junto a la "Coordinadora del Agua y defensa de los recursos naturales" (liderada por Óscar Olivera otro activista político), lograron sacar del país a la transnacional "Aguas del Tunari" esta última intentaba privatizar el líquido elemento y cobrar tarifas abusivas por su uso cuando se encontraba en gerencia de SEMAPA (Servicio Municipal de Agua Potable y Alcantarillado de Cochabamba).